# Andrija Hebrang (politikus, 1899–1949)
Andrija Hebrang (Bačevac, 1899. október 22. – Belgrád, 1949. június 11.) horvát származású jugoszláv kommunista forradalmár és politikus.

## Élete és pályafutása

### Ifjúkora
Andrija Hebrang a Verőce melletti Bačevacban (ma Gradina része) született Andrija Hebrang és Cecilija Strasser gyermekeként.  1912-ben a Pécs melletti Szentlőrincen járt kereskedelmi iskolába. Ezt követően kereskedősegédként dolgozott Suhopoljében, majd Zágrábba költözött, ahol hivatalnokként dolgozott. Jól beszélt németül és magyarul, oroszul és angolul. Az első világháborúban Eszéken, Zágrábban állomásozott, végül a háború végéig az olaszországi goriziai hadszíntéren harcolt. Nem sokkal később, 1919-ben csatlakozott a kommunistákhoz, és bekapcsolódott a munkásmozgalomba.

### Politikai tevékenysége
1919-ben Eszéken a Jugoszláv Szocialista Munkáspárt (kommunisták) tagja lett, és prominens tagja volt a párt zágrábi bizottságának. A Szerb-Horvát-Szlovén Királyság kormányának 1920. december 29-i rendelete az „Obznana” szűkítette a polgárok különféle demokratikus jogait és betiltotta a kommunista pártot. A megoldatlan horvát kérdés azonban sokkal veszélyesebb volt a kormány számára, mint a kommunista tevékenység. 1923 elején az illegalitásban levő kommunisták megalapították a Jugoszláviai Független Munkáspártot. Ugyanebben az évben Hebrang Zágrábban telepedett le. Először 1924 márciusában tartóztatták le utcai demonstrációk miatt, majd több napot töltött börtönben. Az 1925-ös választásokon a Független Munkáspárt a szavazatok mindössze 1,1%-át szerezte meg, és nem kapott képviselői helyet az Országgyűlésben. A következő évben Hebrang pénztárosként a Magánalkalmazottak Szakszervezetének tanácsához csatlakozott, de még az 1927. októberi kongresszusuk előtt kizárták a szakszervezetből és a közigazgatásból. 1928-ban Pantovčakon ülésezett a zágrábi kommunisták VIII. konferenciája, ahol Hebrang Titóval együtt ellenezte a párton belüli frakcióharcokat. Frakcióellenes áramlatuk győzelme Antun Mavraknak, a párt Horvátországi és Szlavóniai Tartományi Bizottsága titkárának támogatásával lehetővé tette a párt belső rendjének megszilárdítását.
Hebrangot a Komintern áprilisi moszkvai ülésén a Zágrábi Bizottság megbízottjává választották, de 1928. április 13-án a határ átlépése közben letartóztatták. Három hónapig volt letartóztatásban „csavargás és kommunista tevékenység” vádjával, de bizonyítékok hiányában hamarosan szabadon engedték. Tartózkodási helyéül Bačevacot jelölték ki, de illegálisan visszatért Zágrábba, ahol Pavle Radić és Đuro Basaričko meggyilkolása, Ivan Pernar és Ivan Granđa megsebesítése, valamint Stjepan Radićnak 1928. június 20-án a parlamentben történt halálos megsebesítése után a párt tevékenysége felerősödött. A merényletek és az azt követő tiltakozások miatt felerősödött a rendszer ellenfelei, különösen a Parasztpárt tagjai és a kommunisták rendőri üldözése.

### Bebörtönzése
A rendőri fellépés keretében Zágrábban letartóztatták a Munkás Kulturális Szövetség vezetőségét, amelynek Hebrang is tagja volt, és egy havi börtönbüntetést kapott. Ezzel egyidejűleg öt évre Bačevacra telepítették ki, de amint a körülmények engedték, illegálisan visszatért Zágrábba. Hebrangot 1928. szeptember 7-én Mihail Vranešsel együtt ismét letartóztatták Zágrábban, a Gundulićeva utcai ház előtt, ahol a párt titkos levéltára volt. Mivel kompromittáló levelekkel és dokumentumokkal tartóztatták le, előzetes letartóztatásba helyezték. Abban az időben az államvédelmi törvény értelmében a kommunizmust a rendszer megdöntésére irányuló tevékenységként értékelték, ami lehetetlenné tette Hebrang enyhébb megbüntetését. A belgrádi tárgyaláson nem ismerte el a kommunista párthoz való kötődését, de meggyőződése szerint kommunistának vallotta magát. Mivel kommunista tevékenysége vitathatatlanul bebizonyosodott, az Állami Államvédelmi Bíróság 1928. november 13-án 12 év börtönre ítélte. Büntetésének letöltésére Lepoglavába küldték, de 1933 végén más politikai foglyokkal, a kommunistákkal együtt Szávaszentdemeterre szállították, mert a lepoglavai sztrájk után a büntetésvégrehajtás vezetése úgy döntött, hogy egy helyre gyűjti a politikai foglyokat.
Hebrang a börtönben az ún. „Vörös Egyetemen” végezte tanulmányait. Szisztematikusan tanulmányozta a politikai gazdaságtant, a történelmet, a nemzeti, a szakszervezeti és a parasztmozgalmi kérdéseket. I. Sándor jugoszláv király meggyilkolása után a börtönben lévő kommunisták felkeresték a horvát nacionalistákat, akiknek a börtönvezetés nem ismerte el a politikai fogoly státuszát. Bebörtönzése idején Hebrang összetűzésbe került Petko Miletić-tyel és csoportjával, akik ragaszkodtak a büntetésvégrehajtás elleni folyamatos harchoz. Hebrang Moša Pijade támogatásával követelte a további konfliktusok megszüntetését, és a megszerzett juttatások felhasználását az elítéltek oktatására, amelyet majd a további forradalmi tevékenységre fordítanak. A Miletić-tyel való összecsapásai Hebrang magánzárkába zárásához, végül 1937. augusztus 6-án a Miletić csoportja elleni sikertelen merénylethez vezettek.  A konfliktus akkor tetőzött, amikor Hebrangot trockistának nyilvánították, és Trockijjal, Kamenyevvel és Zinovjevvel azonosították. Ez akkoriban a lehető legsúlyosabb vádnak számított. Josip Broz volt az, aki megállította a Hebrang és Miletić közötti konfliktust, elsősorban azért, mert a konfliktust a büntetésvégrehajtáson belül akarta tartani, hogy ne terjedjen át az egész pártra. Ugyanakkor meg akarta őrizni Hebrangot a további pártmunkához a jövő számára. Hebrang büntetése 1941. február 15-én járt le, amikor Bačevacra vitték. A büntetésénél hat hónappal többet volt börtönben.

### Amásodik világháborúban
Bačevacról Hebrang ismét illegálisan tért vissza Zágrábba. Itt Vladimir Frajtićnál, a Heinzelova utca 7/a szám alatt szállt meg, és azonnal bekapcsolódott a párt munkájába. Beválasztották a Horvát Kommunista (KPH) Párt Központi Bizottságába, és részt vett a Jugoszláv Kommunista Párt Központi Bizottságával közösen tartott ülésein. 1941. május 4-én részt vett a májusi pártkonferencia munkájában is. A tárgyalások után kinevezték a Horvát Kommunista Párt Katonai Bizottságának elnökévé.
A második világháború harmadik évében, 1941. június 22-én Németország megtámadta a Szovjetuniót, és ugyanazon a napon késő este Hebrang és Bakarić pártkiáltványt írt és tett közzé egy illegális zágrábi rádióállomáson, amelyben a horvátokat arra szólították fel, hogy álljanak ellen a mozgósításnak. 1941 nyarán Zágrábba érkezett a Jugoszláv Kommunista Párt Központi Bizottságának különleges jogkörrel rendelkező megbízottja, a montenegrói Vlado Popović, aki a spanyol polgárháborúban szerzett katonai tapasztalatokat. Josip Broz Tito Hebrangot és Rade Končart nevezte ki legközelebbi munkatársának, és ők hárman alkották 1941. július 6-tól a KPH Operatív Vezetőségét, és átvették a KPH Politikai Hivatalának és a KPH Katonai Bizottságának jogkörét. Končar 1941. november 17-i spliti letartóztatása után Hebrang a KPH Központi Bizottságának titkára lett, és Popović-tyal, 1942. februári letartóztatásáig alkotta a KPH operatív vezetőségét.
Hebrangot 1942. február 25-én hosszú tűzharc után fogta el a rendőrség, mely során súlyosan megsebesült a fején és kórházba szállították. Hebrang csak néhány napig volt a zágrábi Sveti Duh kórházban, majd átszállították a Savska cestai börtönklinikára. 1942. június 13-ig a zágrábi Trg Kulina bana (ma Trg žrtava fašizma) börtönében tartották fogva, ahonnan Ógradiškára küldték büntetésének letöltésére. A partizánok kezdeményezésre Hebrangot 29 társával együtt 1942. szeptember 23-án az Okucsány melletti Cage falu közelében Mirko Vutuc és Karl Wagner magas rangú usztasa tisztségviselőire cserélték ki. A felszabadított területre érkezve Hebrang ismét átvette a KPH Központi Bizottságának titkári feladatait. Jugoszlávia Népfelszabadító Antifasiszta Tanácsa (AVNOJ) első ülésén Bihácsban 1942 novemberében megállapodott Josip Broz Titóval Horvátország Nemzeti Felszabadításának Antifasiszta Tanácsa (ZAVNOH) létrehozásáról, melynek alelnöke lett. Beszédeiben hangsúlyozta, hogy a ZAVNOH a horvát szuverenitás kifejezője és a Horvátországgal kapcsolatos döntések meghozataláért felelős testület. 
Randolph Churchill, Winston Churchill brit miniszterelnök fia 1944. április 12-én kelt levelében így írta le Hebranggal kapcsolatos tapasztalatait: „Teljesen független típusú ember, aki nem fél kimondani, amit gondol. Teljesen háttérbe szorítja a biztosokat, és jelentősebb, mint bárki, akivel találkoztam ebben az országban, kivéve persze Titót.” Hebrang vezetésével a horvátországi antifasiszta mozgalom olyan eredményeket ért el, amelyek minden mást felülmúltak mind a harcosok, mind a felszabadított területek, mind a nemzeti felszabadító bizottságok számában. 1944 januárjában a Jugoszláv Nemzeti Felszabadító Hadsereg (NOVJ) 11 hadtestéből 5 Horvátországban működött. Ez a KPH Hebrang által vezetett Központi Bizottsága munkájának eredménye volt. Hebrang vezetése alatt a partizánok által uralt területeken a „néphatalom” szervezettebb volt, mint a kommunisták által uralt más területeken, ahol partizánok működtek. 1944 végén kezdeményezte a Horvát Távirati Iroda (Telegrafska Agencija Hrvatske, TAH), mint horvát hírügynökség létrehozását, a kezdeményezést azonban Tito elutasította, mivel Jugoszláviának már volt egy hírügynöksége, a TANJUG.

### A háború után

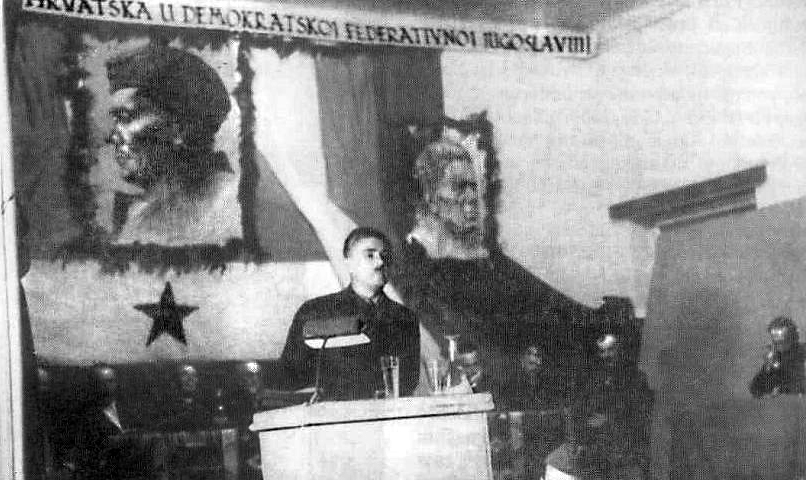
Hebrang beszédet mond a ZAVNOH 3. konferenciáján, Topuszkán 1945-ben

A háború után szovjet mintára megindult az iparosítás és a villamosítás folyamata. A gazdaság egésze, a rendszer kialakítása és az ötéves tervben szereplő fejlesztési stratégia megfogalmazása Andrija Hebrang kezébe került. A Gazdasági Tanács elnökeként és a Tervezési Bizottság elnökeként Hebrang irányította az összes gazdasággal foglalkozó minisztériumot. Tito, Edvard Kardelj és Aleksandar Ranković mellett ő volt Jugoszlávia legbefolyásosabb személye. Az egész gazdaság vezetőjeként Hebrang 1946–47 telén fejezte be ötéves tervét, amelyet a kormány 1947 tavaszán hagyott jóvá. Kellő ismeretek hiányában a terv a szovjet mintát másolta. A leggyorsabban felépült gyárak a nehéz- és hadiipari szektorba tartozó gyárak voltak, amelyek közül Horvátországban a legismertebbek a „Rade Končar” és a „Prvomajska”.
Az ötéves tervben Hebrang az ipari termelést ötszörösére, a mezőgazdasági termelést másfélszeresére, az egy főre jutó GDP-t 1,8-szorosára, a nemzeti jövedelmet 1,8-szorosára kívánta növelni. A tervben szerepelt a szakképzett munkaerő növelése is, 350 ezerről 750 ezerre. A Horvát Szövetségi Köztársaság esetében úgy döntöttek, hogy ipari termelését 452%-kal kell növelni. Az ipar rohamos fejlődése nagy létszámot igényelt, így az 1945. évi 461 000 munkáslétszámot 1949-re 1 990 000 főre emelték. 1947. január 17-én Kardelj a Horvátországi Kommunista Párt Központi Bizottsága előtt kijelentette, hogy Jugoszlávia iparilag erősebb lesz, mint Ausztria és Csehszlovákia. Kardelj és Bakarić egyaránt a könnyűipar fejlesztését szorgalmazták, Hebrangnak a mezőgazdaságot kiszolgáló iparról alkotott elképzelése helyett. 

### Késői évei és halála
A Tito és Sztálin közötti szakítás kezdete körül, 1948-ban Hebrangot azzal gyanúsították, hogy Sztálin első számú jelöltje volt Tito leváltására. Hebrang így feketelistára került, és kizárták a Jugoszláv Kommunista Pártból. Márciusban már lehallgatták a telefonjait, áprilisban pedig felmentve minden hivatali feladat alól házi őrizetbe helyezték. Májusban azzal vádolták, hogy együttműködött az usztasákkal és a Gestapoval Jugoszlávia ellen és miután Tito szakított Joszif Sztálinnal a szovjeteknek kémkedett.
Hebrangot Belgrádban tartóztatták le az UDBA ügynökei, és hazaárulással vádolták meg. Feleségét és kisgyermekeit házi őrizetbe helyezték. Gyanús körülmények között tűnt el. Milorad Milatović, az UDBA tisztviselője, aki a Hebrang-ügyben volt felelős, 1952-ben azt állította, hogy Hebrang öngyilkos lett a belgrádi Glavnjača börtönben 1949. június 11-én, de holttestét soha nem találták meg, és hivatalos halotti anyakönyvi kivonatot sem készítettek. Az 1980-as évek végén több történész kutatásai alapján arról számolt be, hogy Hebrangot belgrádi börtöncellájában politikai okokból meggyilkolták.

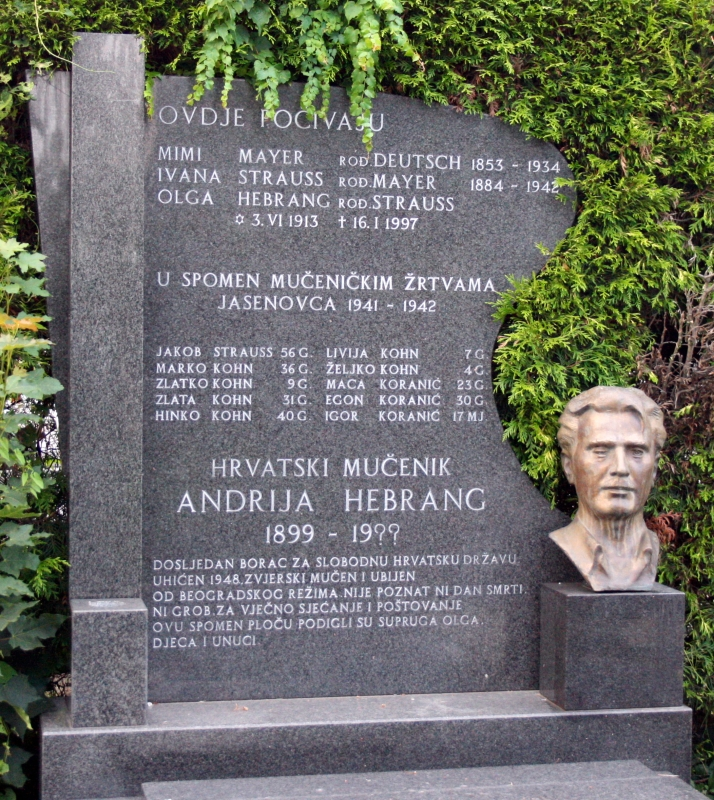
A Hebrang család sírja Zágrábban a Mirogoj temetőben

Nem sokkal Hebrang letartóztatása után feleségét, Olgát tizenkét év börtönre ítélték, gyermekeit pedig nővéréhez, Ilonához küldték Zágrábba. Családja kénytelen volt megváltoztatni a vezetéknevét, mivel a kormány feketelistára helyezett mindenkit, akinek a vezetékneve Hebrang volt. 1992-ben a Horvát Köztársaság kormánya a „kommunizmus áldozataként” rehabilitálta Hebrangot. Fiai, Andrija és Branko aktívan részt vettek apjuk rehabilitációjában és maradványainak visszaszolgáltatásában. 

### Emlékezete
- Zágráb központjának egyik utcája, az ulica Andrije Hebranga róla kapta a nevét.
- 1999. október 21-én, Hebrang 100. születésnapján a horvát posta az ő képmását és egy emlékborítékot tartalmazó postabélyeget bocsátott ki.

## Fordítás
- Ez a szócikk részben vagy egészben  az   Andrija Hebrang (otac) című horvát Wikipédia-szócikk ezen változatának fordításán alapul.  Az eredeti cikk szerkesztőit annak laptörténete sorolja fel. Ez a jelzés csupán a megfogalmazás eredetét és a szerzői jogokat jelzi, nem szolgál a cikkben szereplő információk forrásmegjelöléseként.
- Ez a szócikk részben vagy egészben  az   Andrija Hebrang (politican, born 1899) című angol Wikipédia-szócikk ezen változatának fordításán alapul.  Az eredeti cikk szerkesztőit annak laptörténete sorolja fel. Ez a jelzés csupán a megfogalmazás eredetét és a szerzői jogokat jelzi, nem szolgál a cikkben szereplő információk forrásmegjelöléseként.